# 二道沟站
二道沟站是一个集通线上的铁路车站，位于内蒙古自治区化德县二道沟村，建于1995年，目前为五等站，邮政编码为013364。目前客运：办理旅客乘降；不办理行李、包裹托运；不办理货运营业。